# リス亜科
リス亜科（Sciurinae）は、哺乳綱ネズミ目リス亜目リス科に分類される亜科。
アメリカ大陸、ユーラシア大陸の樹上性リス（5属38種）とモモンガ、ムササビなどの滑空性のリス（15属45種）からなる。

## 分類

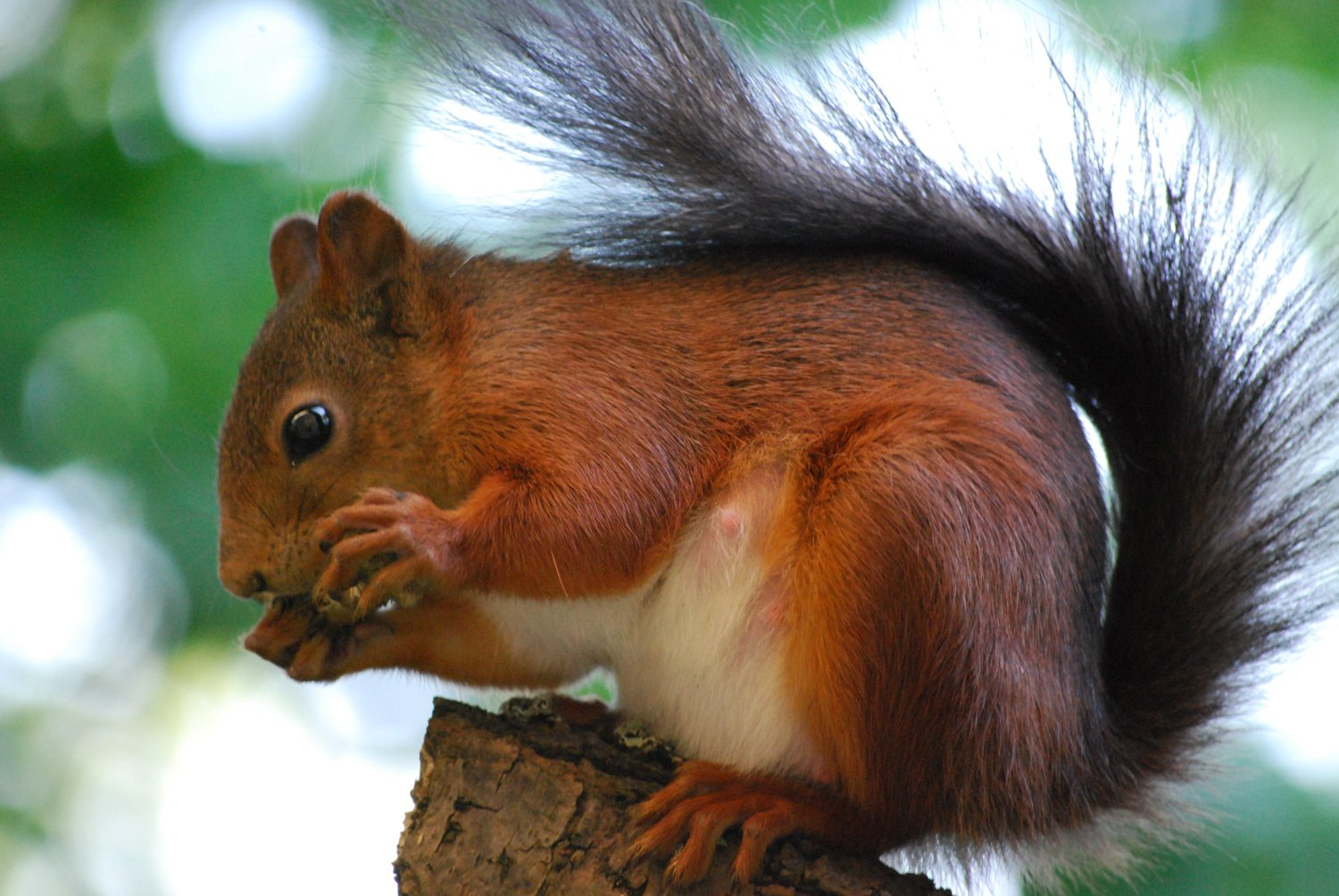
キタリス

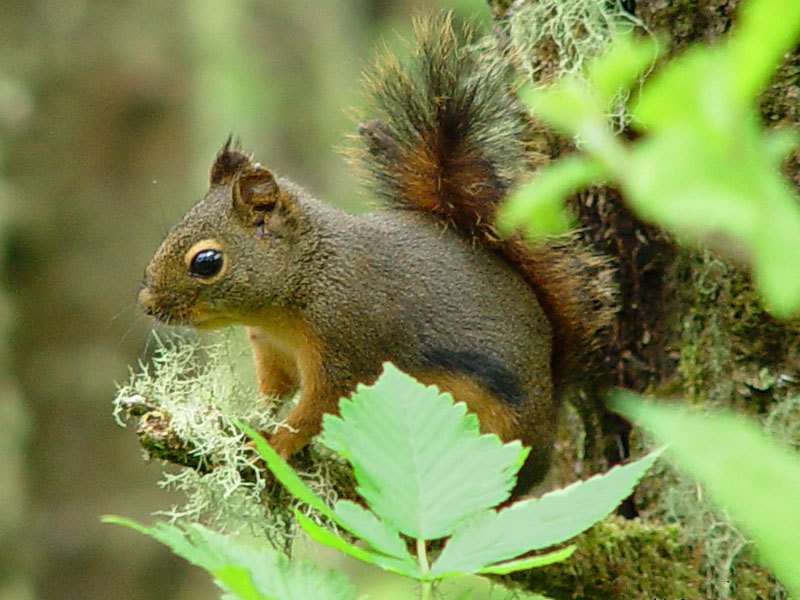
ダグラスリス

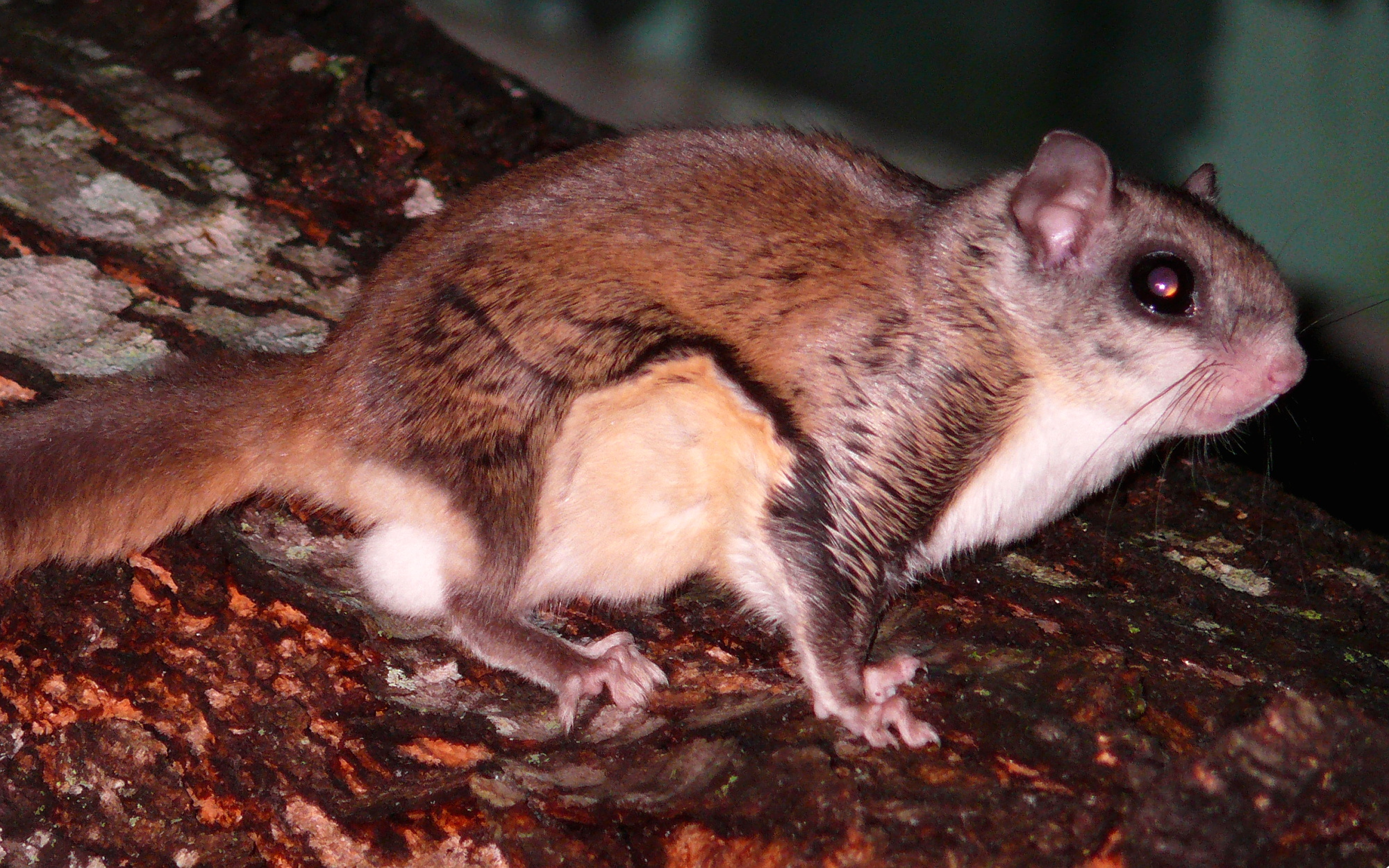
アメリカモモンガ

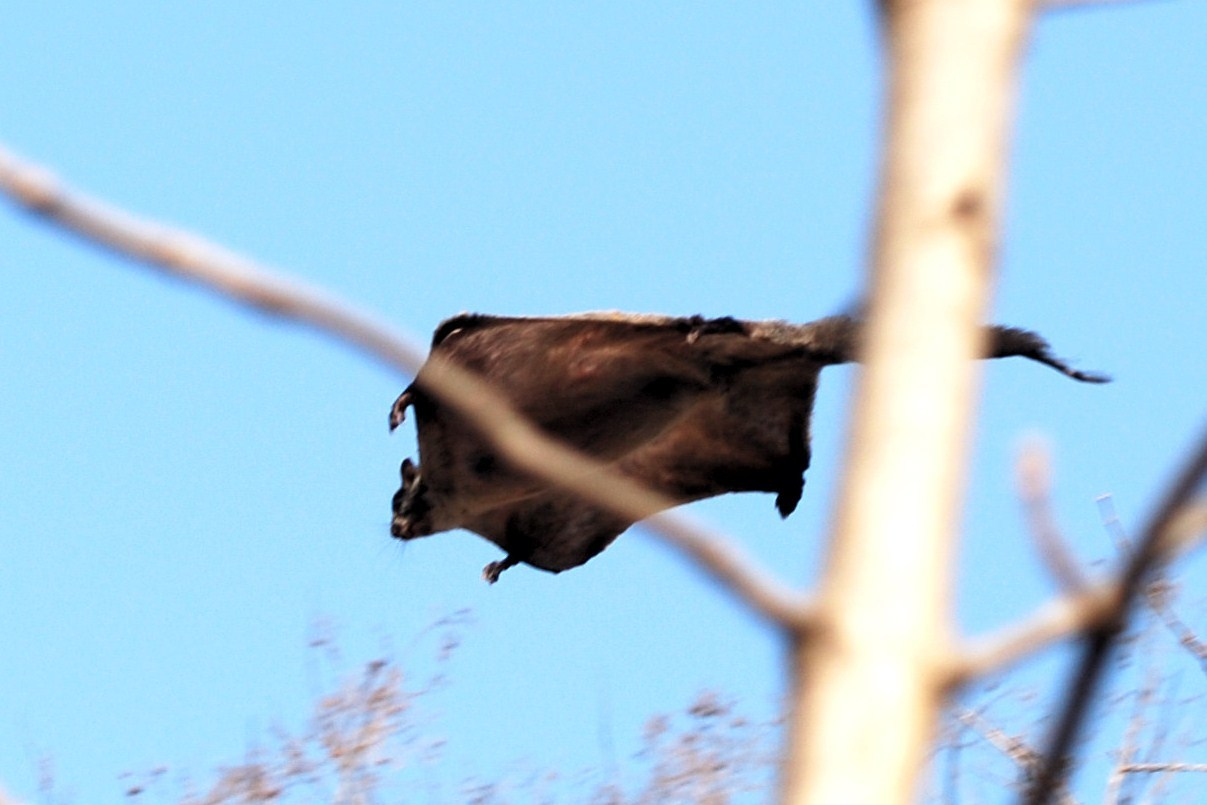

リス亜科は、Hoffman et al. (1993) により、すべての樹上性リスとジリスを含むとされ、またモモンガとムササビは、Thorington (2002) などにより、(Pteromyinae) として別の亜科に分類されていた。
しかし、Steppan (2006) による頭蓋の形態学的研究および12SrRNAの核遺伝子の配列の研究の結果、樹上性リスは、ジリスよりも滑空性のリスとより近い関係にあるという、異なる関係性が提示された。このことにより、リス亜科には、樹上性リスおよび滑空性リスが分類され、ジリスは Xerinae亜科に分類されている。

リス亜科
- Sciurini 族 - 5属38種 
  - アメリカコビトリス属 Microsciurus
    - アルファロコビトリス Microsciurus alfari - ニカラグアからパナマ
    - キバラコビトリス Microsciurus flaviventer - ブラジル、ペルー
    - アメリカコビトリス Microsciurus mimulus - パナマからエクアドル
    - サンタンデルコビトリス Microsciurus santanderensis - コロンビア

  - フサミミクサビオリス属 Rheithrosciurus
    - フサミミクサビオリス Rheithrosciurus macrotis - ボルネオ

  - リス属 Sciurus
    - Sciurus 亜属
      - アレンリス Sciurus alleni - メキシコ
      - アリゾナハイイロリス Sciurus arizonensis - アメリカ、メキシコ
      - アカハラハイイロリス Sciurus aureogaster - グアテマラからメキシコ
      - トウブハイイロリス Sciurus carolinensis - アメリカ、カナダ、（イギリス、南アフリカへ移入）
      - コリーリス Sciurus colliaei - メキシコ
      - デッペリス Sciurus deppei - メキシコからコスタリカ
      - ニホンリス Sciurus lis - 日本（本州、四国、九州）
      - ナヤリトリス Sciurus nayaritensis - メキシコ、アメリカ
      - トウブキツネリス Sciurus niger - アメリカ、メキシコ、カナダ
      - ピーターズリス Sciurus oculatus - メキシコ
      - カワリリス Sciurus variegatoides - メキシコ、アメリカ、パナマ
      - キタリス Sciurus vulgaris - ユーラシア大陸、日本（北海道）
      - ユカタンリス Sciurus yucatanensis - メキシコ、ベリーズ、グアテマラ

    - Otosciurus 亜属
      - アーベルトリス Sciurus aberti - アメリカ

    - Guerlinguetus 亜属
      - ブラジルリス Sciurus aestuans - ベネズエラからアルゼンチン
      - South Yungas Red Squirrel Sciurus argentinius
      - キノドリス Sciurus gilvigularis - ブラジル
      - コクモツリス Sciurus granatensis - エクアドル、ベネズエラからコスタリカ
      - アンデスリス Sciurus ignitus - ボリビア、ペルー、ブラジル、アルゼンチン
      - Atlantic Forest Squirrel Sciurus ingrami
      - コロンビアタカネリス Sciurus pucheranii - コロンビア
      - リッチモンドリス Sciurus richmondi - ニカラグア
      - サンボーンリス Sciurus sanborni - ペルー
      - ムギワラリス Sciurus stramineus - ペルー、エクアドル

    - Tenes 亜属
      - ペルシアリス Sciurus anomalus - トルコ、ザカフカス、イラン、シリア、イスラエル

    - Hadrosciurus 亜属
      - ホノオリス Sciurus flammifer - ベネズエラ、コロンビア
      - ペルータカネリス Sciurus pyrrhinus - ペルー

    - Hesperosciurus 亜属
      - セイブハイイロリス Sciurus griseus - ワシントン州からカリフォルニア

    - Urosciurus 亜属
      - アカハラリス Sciurus igniventris - ブラジル、コロンビア、ベネズエラ
      - クリイロリス Sciurus spadiceus - コロンビア、エクアドル、ペルー、ブラジル、ボリビア

  - パナマリス属 Syntheosciurus
    - パナマリス Syntheosciurus brochus - パナマ

  - アメリカアカリス属 Tamiasciurus
    - ダグラスリス Tamiasciurus douglasii - カナダ、アメリカ
    - アメリカアカリス Tamiasciurus hudsonicus - アラスカ、カナダ、アメリカ
    - Mearns's Squirrel Tamiasciurus mearnsi

- Pteromyini 族 - 15属45種
  - Glaucomyina 亜族
    - Eoglaucomys 属
      - カシミールクサビオモモンガ Eoglaucomys fimbriatus (Hylopetes fimbriatus) - アフガニスタンからカシミール

    - アメリカモモンガ属 Glaucomys
      - アメリカモモンガ Glaucomys volans - アメリカ、ホンジュラス
      - オオアメリカモモンガ Glaucomys sabrinus - カナダ、アメリカ

    - クサビオモモンガ属 Hylopetes
      - ソメワケクサビオモモンガ Hylopetes alboniger - ネパールからインドシナ
      - バベルクサビオモモンガ Hylopetes baberi
      - Bartel's Flying Squirrel Hylopetes bartelsi
      - ハイナンクサビオモモンガ Hylopetes electilis
      - オレンジクサビオモモンガ Hylopetes lepidus - タイ、ミャンマー、マレー半島、インドネシア
      - ミンダナオクサビオモモンガ Hylopetes mindanensis - フィリピン
      - クロアシクサビオモモンガ Hylopetes nigripes - フィリピン
      - シロミミクサビオモモンガ Hylopetes phayrei - ミャンマー、タイ、ラオス
      - ホオジロクサビオモモンガ Hylopetes platyurus
      - Sipora Flying Squirrel Hylopetes sipora
      - ホオアカクサビオモモンガ Hylopetes spadiceus - ミャンマー、タイ、マレー半島、インドネシア
      - Sumatran Flying Squirrel Hylopetes winstoni

    - アカハラモモンガ属 Iomys
      - アカハラモモンガ Iomys horsfieldi - マレー半島、インドネシア
      - Mentawi Flying Squirrel Iomys sipora

    - コビトモモンガ属 Petaurillus
      - コビトモモンガ Petaurillus emiliae - ボルネオ
      - ホースコビトモモンガ Petaurillus hosei - ボルネオ
      - マレーコビトモモンガ Petaurillus kinlochii - マレーシア

    - ハネオモモンガ属 Petinomys
      - バーテルスハネオモモンガ Petinomys bartelsi - ジャワ
      - バシランハネオモモンガ Petinomys crinitus - フィリピン
      - インドハネオモモンガ Petinomys fuscocapillus - インド、スリランカ
      - ヒゲハネオモモンガ Petinomys genibarbis - マレー半島、インドネシア
      - ハーゲンハネオモモンガ Petinomys hageni - インドネシア
      - Siberut Flying Squirrel Petinomys lugens
      - Mindanao Flying Squirrel Petinomys mindanensis
      - ジャワハネオモモンガ Petinomys sagitta - ジャワ
      - シロハラハネオモモンガ Petinomys setosus - ミャンマー、タイ、マレー半島、インドネシア
      - フォルデルマンハネオモモンガ Petinomys vordermanni - マレー半島、インドネシア

  - Pteromyina 亜族
    - ミゾバムササビ属 Aeretes
      - ミゾバムササビ Aeretes melanopterus - 中国

    - クロムササビ属 Aeromys
      - クロムササビ Aeromys tephromelas - タイ、マレー半島、スマトラ、ボルネオ
      - トマスクロムササビ Aeromys thomasi - ボルネオ

    - ケアシモモンガ属 Belomys
      - ケアシモモンガ Belomys pearsonii - シッキムからインドシナ半島、中国、台湾

    - ナムダファモモンガ属 Biswamoyopterus
      - ナムダファモモンガ Biswamoyopterus biswasi

    - ウーリームササビ属 Eupetaurus
      - ウーリームササビ Eupetaurus cinereus - カシミール

    - ムササビ属 Petaurista
      - カオジロムササビ Petaurista alborufus - 中国、タイ、台湾
      - シロフムササビ Petaurista elegans - ヒマラヤ地方、ミャンマー、中国、タイ、マレー半島、インドネシア
      - ホジソンムササビ Petaurista magnificus - ネパール、シッキム
      - Bhutan Giant Flying Squirrel Petaurista nobilis
      - Indian Giant Flying Squirrel Petaurista philippensis
      - Chinese Giant Flying Squirrel Petaurista xanthotis
      - ホオジロムササビ（ムササビ） Petaurista leucogenys - 日本（本州、四国、九州など）
      - オオアカムササビ Petaurista petaurista - スリランカ、インド、ミャンマー、中国、台湾、インドネシア

    - モモンガ属 Pteromys
      - タイリクモモンガ Pteromys volans - フィンランドから朝鮮
        - エゾモモンガ Pteromys volans orii - 日本（北海道）

      - ニホンモモンガ Pteromys momonga - 日本（本州、四国、九州）
      - ゴリュウモモンガ Pteromys wulungshanensis

    - ケムリモモンガ属 Pteromyscus
      - ケムリモモンガ Pteromyscus pulverulentus - タイ、マレー半島、スマトラ、ボルネオ

    - ミミゲモモンガ属 Trogopterus
      - ミミゲモモンガ Trogopterus xanthipes - 中国